# Camille Coduri
Camille Coduri, född 18 april 1965 i Wandsworth i London, är en brittisk skådespelare.

## Karriär
Coduris första filmroll var som Jenny Fox i kriminaldramat Tystat vittne från 1987. Hennes första större roll var som Faith i Nunnor på rymmen från 1990, då hon spelade mot Eric Idle och Robbie Coltrane. Året därpå spelade hon rollen som den blyga strippan Miranda i komedin Kung Ralph. Coduri har under åren spelat i flera brittiska TV-serier, bland annat: Vi fem, Doctor Who, Miss Marple och Morden i Midsomer.

## Filmografi (i urval)
- 1987 – Tystat vittne
- 1990 – Nunnor på rymmen
- 1991 – Kung Ralph
- 1996 – Ett fall för Frost (TV-serie)
- 1996 – Vi fem (TV-serie)
- 2006 – Sinchronicity (TV-serie)
- 2008 – Adulthood
- 2005-2010 – Doctor Who (TV-serie)